# Oberreichenbach (Mittelfranken)
Oberreichenbach este o comună din landul Bavaria, Germania. Deoarece în Germania există mai multe localități cu acest nume, la nevoie se precizează astfel: Oberreichenbach (Mittelfranken).